# Rivoli Veronese
Rivoli Veronese (Rìole in veneto) è un comune italiano di 2 341 abitanti della provincia di Verona in Veneto.

## Geografia fisica

### Geomorfologia
Rivoli dista 25 chilometri da Verona, rispetto al capoluogo è in posizione nord ovest, si trova allo sbocco della Vallagarina ed a presidio della Chiusa Veneta. Il comune è lambito dal fiume Adige, a poca distanza si trovano sia il lago di Garda che le colline della Valpolicella.
Il comune di Rivoli ricade nell'anfiteatro morenico in corrispondenza del margine nord orientale dove si incontra con la dorsale del Monte Baldo. Oltre ad essere ampiamente condizionato dall'azione glaciale, il territorio di Rivoli Veronese è delimitato dalla dorsale baldense. Quest'ultimo ha avuto il ruolo di binario lungo il quale la lingua glaciale avanzava, andando così a modellare la Valle.

### Idrografia
Il paesaggio morenico rivolese è situato all'interno del bacino idrografico del fiume Adige.
L'idrografia superficiale locale è composta dal Fiume Adige, dal Torrente Tasso e dall'idrografia naturale minore, essi sono condizionati dall'orografia del territorio infatti seguono l'andamento dell'altura su cui è stabilito il comune.
Il torrente Tasso, nasce dalle pendici meridionali del Monte Baldo, costeggia in direzione Garda l'anfiteatro morenico di Rivoli immettendosi poi nell'Adige all'altezza della località Sega di Cavaion.

### Paesaggio carsico e incisioni rupestri ad Incanale
Il territorio di Rivoli è caratterizzato dalla presenza di un piccolo anfiteatro morenico con forma semicircolare con andamento regolare. Il ghiacciaio si è formato durante le glaciazioni quaternarie dalla espansione glaciale che scendeva dai rilievi altoatesini occupando la Val d'Adige.
L'anfiteatro di Rivoli risale alla glaciazioni del Würm. Le morene visibili sono le creste che si formarono durante le fasi di espansione e di ritiro del ghiacciaio atesino. Tracce di questa grande influenza sono testimoniate anche dai liscioni glaciali visibili sulle pareti rocciose.
A Canale di Rivoli veronese vi sono lastroni di roccia levigati legate al movimento del ghiacciaio, risalente alla IV glaciazione Würm. La roccia è calcarea e si nota infatti come l'acqua abbia agito sulla sua superficie. Su questi liscioni vi sono nascoste incisioni fatte dall'uomo che sono ritenute paragonabili a quelle della Val Camonica se non per il rilievo invertito, poiché il calcio contenuto nella roccia si è sciolto per poi solidificarsi nell'incisione stessa. Le figure che si distinguono sono una cinquantina tra cui una "antropomorfa steliforme suddivisa in tre registri".

### Ricerche paleontologiche
Sul territorio di Rivoli Veronese è presente una cava abbandonata da anni che ha permesso nel 1988 allo studioso e professore dell'Università di Milano Mauro Cremaschi di portare alla luce il fatto che la zona consiste in una breccia ossifera (litotipo sedimentario clastico). Si tratta di un sito fossilifero continentale risalente al Quaternario. L'area presenta una vasta biodiversità: al tempo della sedimentazione, infatti, l'Italia consisteva in un'area ecotonale, ovvero una fascia in cui sono presenti sia specie del Bacino Pannonico che del mediterraneo occidentale. Sebbene lo scavo si trovi ad un livello intermedio, è stato possibile rinvenire una grande varietà di reperti. Sono stati rinvenute specie dell'Europa centro-orientale: Petenyia hungarica, Sorex prealpinus e Villanyia opsia. A queste si è aggiunta la scoperta che la fauna di Rivoli veronese ha caratteristiche che la rendono unica, tra cui, ad esempio, la presenza di un roditore, uno scoiattolo volante “Dinaromys allegranzii”, la forma più antica di questo genere. La grande fauna è poco presente.

## Origini del nome
Il toponimo deriva dal latino rivulus, ‘piccolo fiume’.

## Storia
Il comune è sempre stato un importante luogo di passaggio per coloro che dal nord Europa volevano raggiungere il Mediterraneo, o viceversa. Alle piste paleolitiche che salgono verso il Monte Baldo per andare al centro della catena alpina, si è sovrapposta la via latina Claudia Augusta a cui è seguita nel Medioevo la strada imperiale.
Le prime testimonianze di veri e propri insediamenti sono state individuate sul promontorio della Rocca di Rivoli, e sono datate al neolitico quindi successive alle piste paleolitiche. (vd. Rocca di Rivoli)
Dal punto di vista documentario il periodo dell'alto e pieno medioevo nell'area tra l'Adige e il Garda non è molto approfondito. In questa forbice cronologica erano le istituzioni ecclesiastiche che per lo più si occupavano di produrre, commissionare e conservare i testi scritti, ma non tutte, come ad esempio le pievi rurali, avevano la possibilità di svolgere questa mansione. Risulta quindi difficile ricostruire gradualmente l'evoluzione del comune di Rivoli e non solo.
Il monastero di San Zeno, uno degli enti più ricchi nel contesto locale, aveva sotto il suo controllo sin dall'alto medioevo, molti terreni nell'area del Baldo. Lo testimoniano alcuni diplomi del XI e XII secolo e un testo dell'imperatore Barbarossa del 1162 che afferma come il territorio di Gaium risultasse essere un possedimento del monastero.
Nel XII secolo l'area del Garda era luogo di interesse per Federico Barbarossa. Nel 1154 l'imperatore scese in Italia e nel percorrere la Val d'Adige passò per la Chiusa di Ceraino, luogo di natura nascosto a causa delle sue tortuosità, tipico per le imboscate. Il militante veronese Garzapano, simpatizzante di Barbarossa, si offrì come guida riuscendo a far passare le truppe indisturbate. Nel 1155, di ritorno verso la Germania, Federico I passando nuovamente per la Chiusa si ritrovò a dover soccombere ad una rivolta. Garzapano e un altro militante Isacco indicarono una via secondaria da cui riuscirono a cogliere alle spalle i nemici e a neutralizzarli. Barbarossa così per lodare il soldato Garzapano gli concesse il titolo di Conte di Rivoli, affidandogli il Castello, facendolo diventare così un feudatario. Egli detenne il potere della zona rivolese finché i Veronesi nel 1164, nell'intento di bloccare l'ascesa ed il controllo di Federico I, assediarono il Castello e lo destituirono. (vd. Rocca di Rivoli). L'acquisto da parte del Comune di Verona dei diritti imperiali sulla Gardesana avvenuta nel 15 e 16 Settembre del 1193 costituì la presa formale della rocca.
Nuovamente nel XV secolo Rivoli fu un luogo di passaggio importante per la storia. Nel 1439, durante il periodo in cui il Veneto era sotto la Serenissima Repubblica di Venezia vi fu una battaglia navale a Maderno nel Lago di Garda contro i milanesi. Per questa impresa la Serenissima decise di far arrivare le proprie flotte navali nel Lago di Garda risalendo l'Adige controcorrente, passando per la Chiusa del Ceraino e Rivoli Veronese.
Sin dal 1100 sulla Rocca di Rivoli esisteva una fortificazione. La battaglia che ha reso celebre Rivoli in tutto il mondo fu quella condotta da Napoleone Bonaparte il 14 gennaio 1797.  La cruenta battaglia viene ancora oggi ricordata poiché venne vinta inaspettatamente dalle truppe francesi nonostante la superiorità numerica austriaca e consacrò il giovane generale corso come uno dei più grandi condottieri di tutti i tempi. Per ricordare questa gloriosa vittoria Napoleone Bonaparte decise di intitolare una via di Parigi "Rue de Rivoli", mentre nel luogo di battaglia fece erigere un monumento che venne parzialmente distrutto nel 1814 dagli austriaci quando ripresero possesso di questo territorio. (vd. Monumento Napoleonico). Inoltre nominò uno dei protagonisti assoluti della battaglia, Andrea Massena, duca di Rivoli.
Durante la guerra d'indipendenza Rivoli fu oggetto di nuovi combattimenti: nel 1848 alcune divisioni dell'esercito piemontese si scontrarono vittoriosamente contro le truppe austriache del maresciallo Radetzky. Attorno al 1850 l'impero austriaco fortificò la zona del Monte Baldo con la costruzione di quattro forti a difesa della Chiusa che presero il nome di Forti del Gruppo di Rivoli. Venne vietata la rappresentazione su cartoline e carte topografiche degli insediamenti bellici, divieto che rimase fino a quando i forti e la polveriera vennero armati.
La battaglia di Rivoli fu uno degli scontri decisivi combattuti dalle truppe francesi dell'Armata d'Italia, al comando del generale Napoleone Bonaparte, contro l'esercito austriaco, durante la prima campagna d'Italia, nel corso della guerra della Prima coalizione.
Dopo una serie di insuccessi, il comandante in capo austriaco, il feldmaresciallo Joseph Alvinczy, sferrò nel gennaio 1797 un'ultima controffensiva dal Tirolo per sconfiggere l'esercito francese e sbloccare la fortezza di Mantova, sottoposta ad un lungo assedio. Dal 14 gennaio 1797 si combatté la battaglia di Rivoli: le truppe austriache, frammentate in numerose colonne separate, furono contrattaccate e progressivamente distrutte dai francesi che dimostrarono ancora una volta spirito offensivo e grande rapidità di marcia. L'esercito austriaco fu praticamente distrutto e la battaglia determinò poco tempo dopo la caduta di Mantova, ormai impossibilitata a ricevere rinforzi, e la vittoria definitiva francese in Italia settentrionale.
La battaglia di Rivoli fu la più brillante vittoria dell'Armata d'Italia durante la campagna del 1796-1797 e viene considerata la prima vera battaglia di annientamento combattuta e vinta da Napoleone Bonaparte nel corso della sua lunga e prestigiosa carriera Battaglia di Rivoli - Wikipedia
Nel periodo della prima guerra mondiale Rivoli Veronese veniva definita "zona di operazioni" e si poteva entrare nel territorio possedendo un passaporto interno.

Stemma Rivoli Veronese

Tra i racconti degli abitanti del luogo viene ricordato il tragico incidente del pomeriggio 11 Giugno 1959. Ai piedi della Rocca, nel cantiere Mondini venivano defunzionalizzati ordigni bellici, tra cui proiettili, siluri ed esplosivi, ci fu una grandissima esplosione, una catasta di razzi esplose, obbligando l'evacuazione dei paesi circostanti la Rocca. I danni furono ingenti, ci furono due vittime e molteplici feriti.

### Stemma
Il comune di Rivoli Veronese è rappresentato con uno stemma civico così descritto:
(Statuto del Comune di Rivoli Veronese, Testo approvato con Provvedimento Consiliare n.07 del 02/02/2004)

Gonfalone di Rivoli Veronese

Il Gonfalone riproduce lo Stemma Civico ed è così descritto:
(Statuto del Comune di Rivoli Veronese, Testo approvato con Provvedimento Consiliare n.07 del 02/02/2004)

## Monumenti e luoghi d'interesse

### Architetture religiose
- San Zeno a Incanale – XI secolo

Chiesa romanica costruita intorno al 1000. Dell'unica navata, seppur priva del tetto, sono visibili le mura perimetrali e l'abside affrescata e coperta. Il campanile a base quadrata, alto 18 metri, costruito utilizzando i ciottoli fluviali dell'Adige, è ancora conservato molto bene.
- Chiesa San Pietro in Cattedra – XII secolo oggi riconoscibile solo nelle forme esterne ma abitazione privata.
- Chiesa Sant'Antonio da Padova – XVII secolo
- Chiesa di San Luca a Canale – XVII secolo

Alla fine del 1500 la Chiesa di San Zeno necessitava di restauri e si preferì ingrandire l'esistente piccola cappella di San Luca che per Volontà testamentaria del 1511 era dotata di 12 pezze di terra; divenne parrocchia nel 1597.
- Chiesa di San Giovanni Battista – XVIII secolo

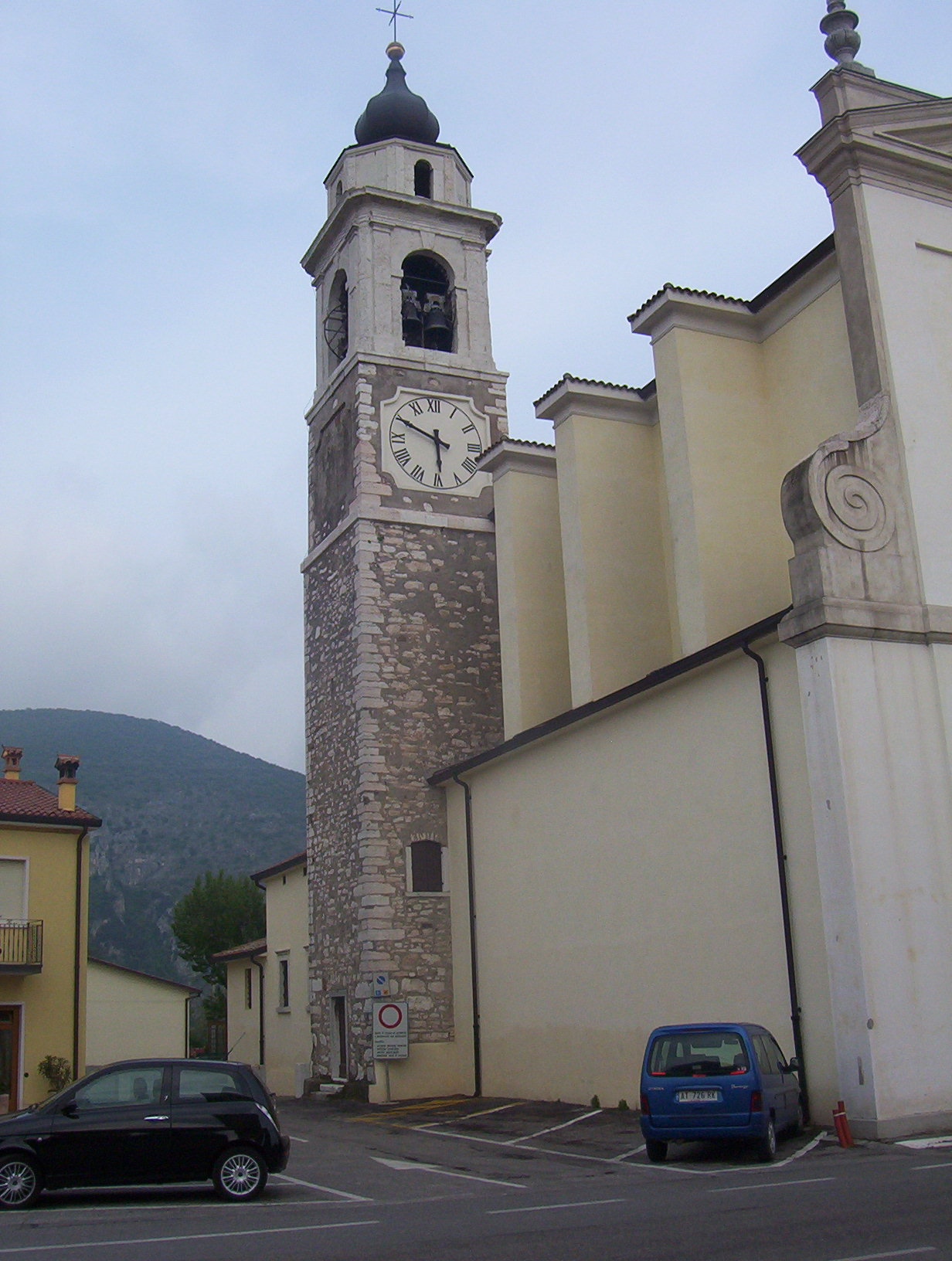
Campanile della Chiesa parrocchiale di San Giovanni Battista.

La chiesa parrocchiale di San Giovanni Battista, situata nel centro del paese, fa parte del vicariato del Lago Veronese-Caprino.
La chiesa è documentata a partire dal 1231, originariamente si trattava di una cappella che dipendeva dalla pieve di Caprino, dalla quale si allontanò nel 1539 dopo aver acquisito il ruolo di parrocchia autonoma.
L'attuale edificio venne riedificato nel 1766. Si tratta di una struttura di architettura barocca, composta da un'unica aula rettangolare con coro a fondale piatto. La navata è costeggiata, due su ogni lato, da quattro semi-cappelle laterali, in cui sono presenti l'altare dedicato a San Isodoro, compatrono e protettore di Rivoli, l'altare della Madonna del Rosario, della Madonna delle Grazie e l'altare consacrato a San Giorgio.
La torre campanaria, addossata al fianco meridionale della Chiesa, si presenta a pianta quadrangolare e in pietrame misto ed è caratterizzata dalla presenza di cinque campane.
All'inizio degli anni 2000, le pareti interne e le pitture murali e dipinti sono state interessate da interventi di restauro.
All'interno della Chiesa parrocchiale sono presenti numerosi opere d'arte: al centro del coro la pala, olio su tela “San Giovanni Battista” citata in inventario del 1797. Nel cielo del presbiterio i quattro evangelisti. A sinistra l'altare di San Isidoro con pala di Augusto Ugolini; il secondo altare dedicato alla “Madonna del Rosario”, con statua lignea del 1600 Madonna con Bambino con corone d'argento e abiti finemente ricamati e brocati d'oro. (Nel 1500 l'altare era intitolato a San Giacomo e San Francesco ed appartenuto ai Foresti, dedicato al Santissimo Rosario nei primi anni del 1600). A destra l'Altare dedicato alla “Madonna di Regio e delle Grazie”, su di esso una pala di notevole valore artistico Madonna con Bambino e angeli, San Francesco d'Assisi e San Giovanni Battista, voluto da Ventura Bertarino e opera di Marco Antonio Scalabrino della metà del XVI secolo. Il quinto altare è dedicato a San Giorgio (dei Calciolari - Badile e Nichesola) reca la pala, olio su tela “Madonna con Bambino e San Giorgio che salva una fanciulla uccidendo il drago” in basso, opera di Giovan Battista Fiorio.
- Chiesa di San Michele a Gaium – XII secolo

La chiesa di San Michele Arcangelo di Gaium è situata sulla sponda destra del fiume Adige, lungo una delle principali chiavi di accesso alla pianura veronese non lontano dalla Rocca di Rivoli e della Chiusa Veneta. L'area è stata protagonista di indagini archeologiche effettuate nel 2009, eseguiti dalla Soprintendenza per i Beni archeologici del Veneto. Essi hanno permesso di studiare l'evoluzione del complesso ecclesiastico, portando alla luce tre fasi: la fondazione in età Romanica, le trasformazioni nel 1400 e l'ampliamento nel 1562. Qui sostarono arcivescovi, patriarchi e vescovi, il 4 dicembre 1563, di ritorno dal Concilio di Trento, fra essi San Carlo Borromeo.

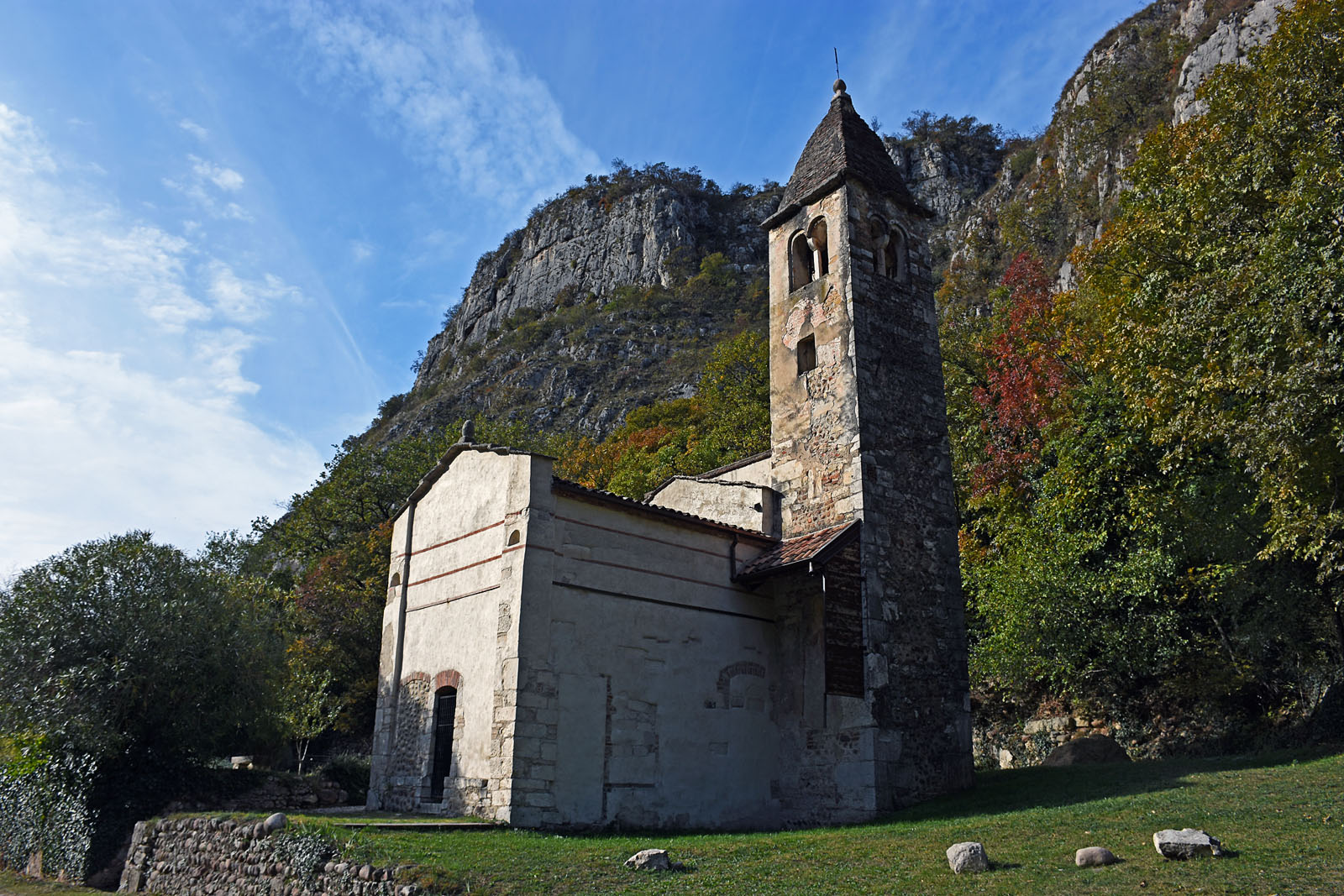
Chiesa di San Michele Arcangelo presso Gaium

La prima fase di fondazione vede la presenza della fabbrica romanica con navata principale mono absidata e una laterale lungo il fianco nord chiusa ad est dal campanile.
Nella seconda fase ci fu un ampliamento architettonico risalente al XV secolo che ha comportato la demolizione dell'abside romanica e la costruzione di un presbiterio più profondo e di una nicchia con altare.
L'ultima fase vide la ristrutturazione promossa dalla famiglia locale dei Conti Gaioni nel 1562 documentata da memoria scritta del figlio Don Pietro Gaioni. All'interno la tomba di famiglia. Lo scavo ha riportato alla luce il perimetro della chiesa cinquecentesca composta da un'unica aula con abside. La struttura sostanzialmente rimase invariata: subì un ampliamento a sud e venne dotata di quattro altari laterali e un altare maggiore. Resti appartenenti alla casa canonica ipotizzano la sua estensione sul lato nord ed est del campanile.
La chiesa venne danneggiata del bombardamento del 21 novembre 1944. Tra il 1946 ed il 1951 l'edificio fu restaurato ad opera della Soprintendenza e le strutture superstiti sono: la sagrestia che si rivelò essere la chiesa d'origine antica e la torre campanaria d'epoca romanica.

### Architetture civili
- Ville Becelli – XVI secolo, due ville padronali appartenute nel 1500 ai nobili Becelli conosciute oggi come Villa Poggi in località Valdoneghe di Sotto e villa Simoncelli a Valdoneghe di Sopra. Le prime notizie storiche risalgono all'inizio del XVI circa, difatti l'analisi stilistica del bene architettonico rimanda allo stile rinascimentale.[24]
- Corte Campana – XVI dimora di Francesco Calzolari (1522-1609), farmacista, botanico veronese, naturalista. In questa casa ospitò vari personaggi illustri del suo tempo che lui accompagnò in visita sul Monte Baldo. Allestì un museo naturalistico nella casa di città, posta sopra la farmacia in Piazza delle Erbe a Verona. La sua opera "Il Viaggio di Monte Baldo" data alla stampe nel 1566 è il primo catalogo di "Flora" pubblicato in Europa. È possibile ammirare parte della collezione del Calzolari presso il Museo di Storia Naturale di Verona. I discendenti di Calzolari conservarono questa proprietà fino alla metà dell'Ottocento.
- Corte Bramante – XVI secolo dimora della famiglia Foresti poi dei Cariola. Durante la Seconda Guerra Mondiale, erano presenti soldati tedeschi e cecoslovacchi, questi ultimi in stato di semi libertà.
- Villa Cozza – XVII secolo
- Corte Fiffaro – XVII secolo, nel 1200 già possedimento del monastero di San Zeno.
- Palazzo Torri- Gatier- XVI secolo. Appartenente nel 1500 al notaio Ventura Bertarino, passò ai conti Torri di Albarè a poi alla famiglia Gaiter[25]
- Corte Rizzoni - XVIII secolo, durante la Prima Guerra Mondiale fu allestita come ospedale di campo militare; mentre durante la Seconda vi erano accampati reparti di brigate nere impegnate in azioni di pattugliamento e rastrellamento dei disertori.

### Architetture militari

#### Rocca di Rivoli

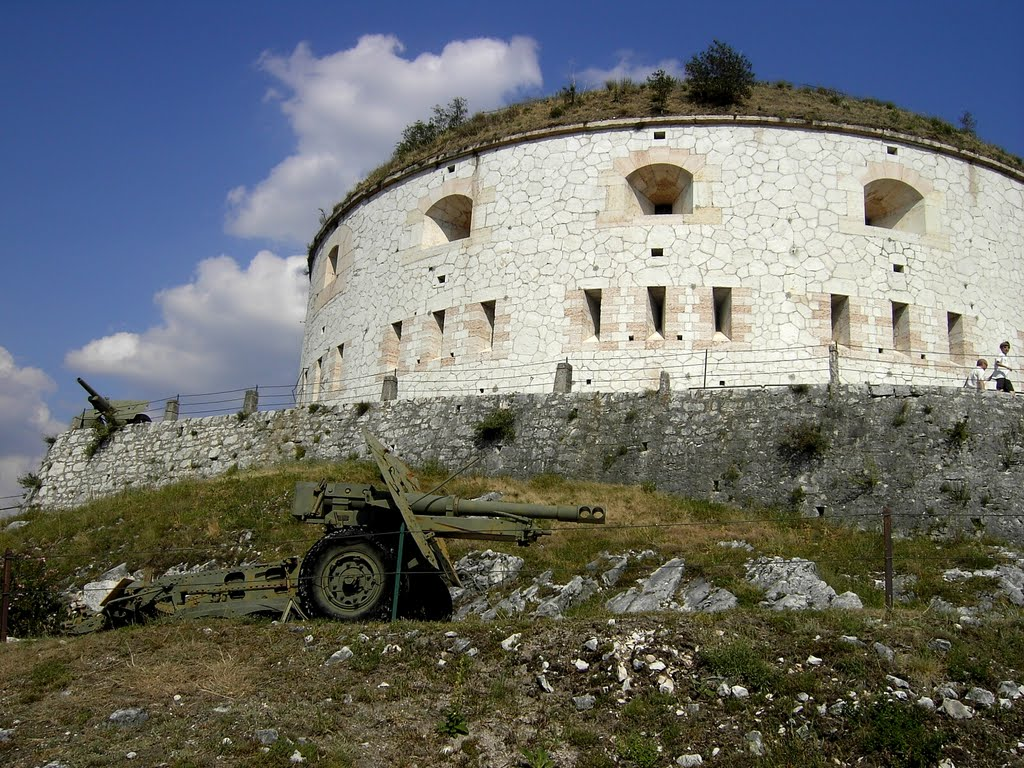
Particolare del Forte Wohlgemurh

La Rocca di Rivoli è un promontorio situato a sud del paese in una posizione geograficamente strategica: ha una posizione di dominio sulla valle dell'Adige ed è un punto di connessione con i passi alpini. Il sito è stato interessato da diverse indagini archeologiche le quali hanno ricostruito in parte la sua storia.
Nel 1874 grazie allo studioso Gaetano Pellegrini, pioniere degli studi paletnologici nel Veronese, vennero portate alla luce le prime evidenze di una frequentazione, situata su una spalla del promontorio, attribuita al Neolitico e all'età del Bronzo. Furono rinvenuti frammenti di vasi a bocca quadrata, macine di pietra, pesi da telaio, fusaiole della tessitura, strumenti in selce ed osso e la famosa Venere di Rivoli, una statuetta in terracotta riferibile ad una figura femminile. Questi reperti archeologici oggi sono esposti al Museo Civico di Caprino Veronese.
Le ricerche archeologiche ripresero nel 1978 con l'Università di Lancaster. Dai primi scavi è stato dimostrato che l'area non è stata più frequentata dal suo primo stadio, fino a tre precise fasi nel medioevo, in cui venne controllata sempre per scopi militari.
Il primo uso risale al VI-VII secolo quando la Rocca venne occupata da un insediamento con funzione militare di controllo della strada a cuasa delle incursioni dei Franchi lungo la valle dell'Adige. Cessata la minaccia l'area venne nuovamente abbandonata fino alla metà del XII secolo quando al passaggio di Federico Barbarossa sulla Rocca si insediò un castello, i cui resti sono ancora oggi visibili. L'ultima fase in cui si registrano frequentazioni coincide con la guerra tra Milanesi, Veronesi e Veneziani per il controllo della Val d'Adige tra il 1380 e il 1410. Venne poi definitivamente abbandonato.

#### Forte di Rivoli o Forte Wohlgemuth

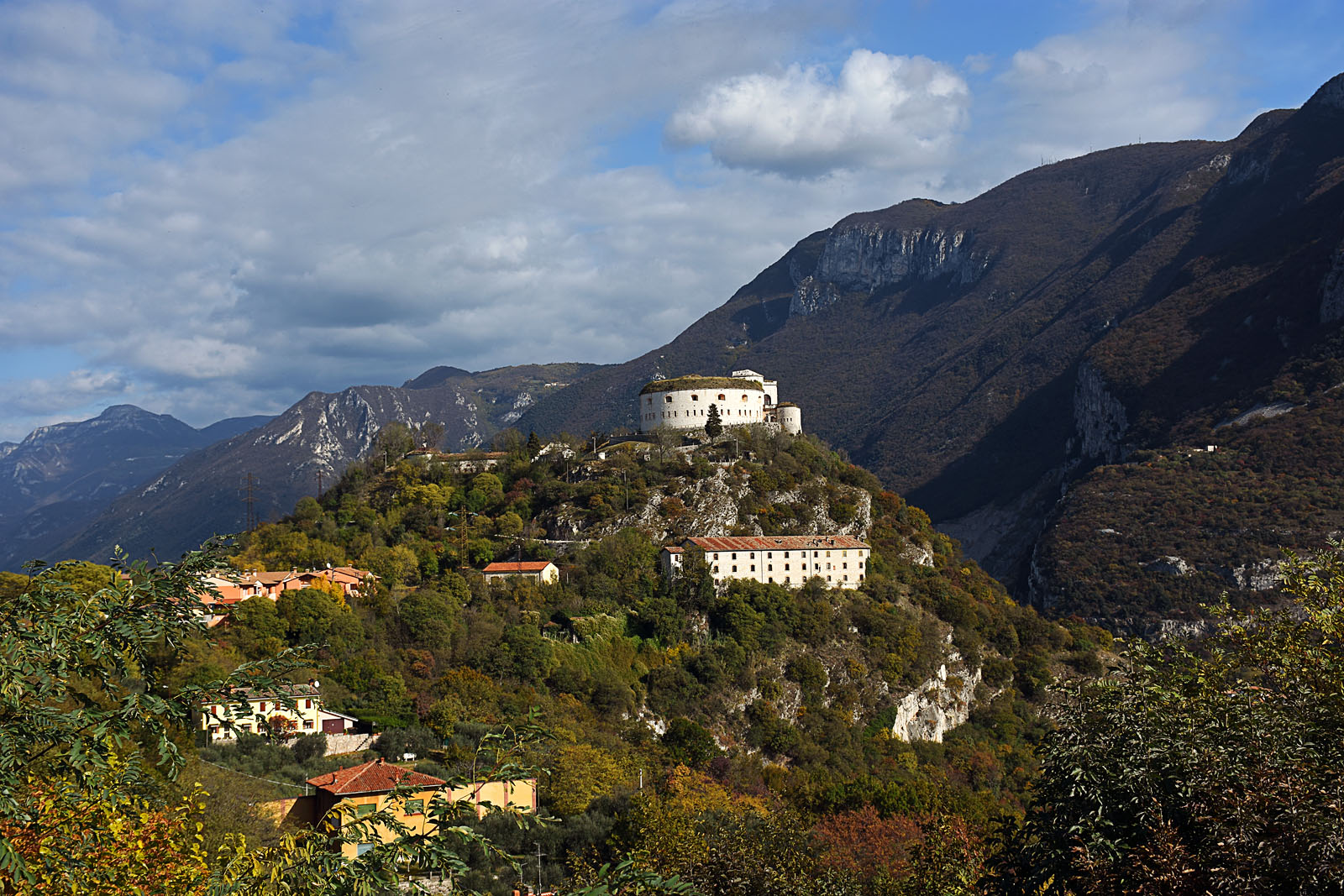
Veduta generale del Forte di Rivoli

Il forte austriaco è stato costruito nelle immediate vicinanze di Rivoli, tra il 1850 e il 1851 in cima alla collina chiamata Monte Castello. Assieme ai forti di Ceraino e Monte proteggeva le strade che da Affi passando a Rivoli collegavano il lago di Garda all'Adige. Denominato "Wohlgemuth" in onore di un generale austriaco distintosi nella campagna del 1848, il corpo principale del forte era inizialmente costituito da una doppia casamatta semicilindrica sovrapposta. Era dotato di 17 cannoni. Dopo la conquista italiana, la costruzione fu completata fortificando la parte esposta a nord, fino a quel momento del tutto indifesa poiché originariamente il forte era stato concepito per difendere i confini austriaci e quindi era rivolto verso sud. Al successivo adattamento ai mutati confini italiani si deve pertanto l'attuale forma cilindrica del forte. Il forte ed il complesso circostante di fortificazioni hanno ospitato fino al 2017 un museo della prima guerra mondiale. È divenuto proprietà della comunità di Rivoli Veronese nel luglio del 2017.

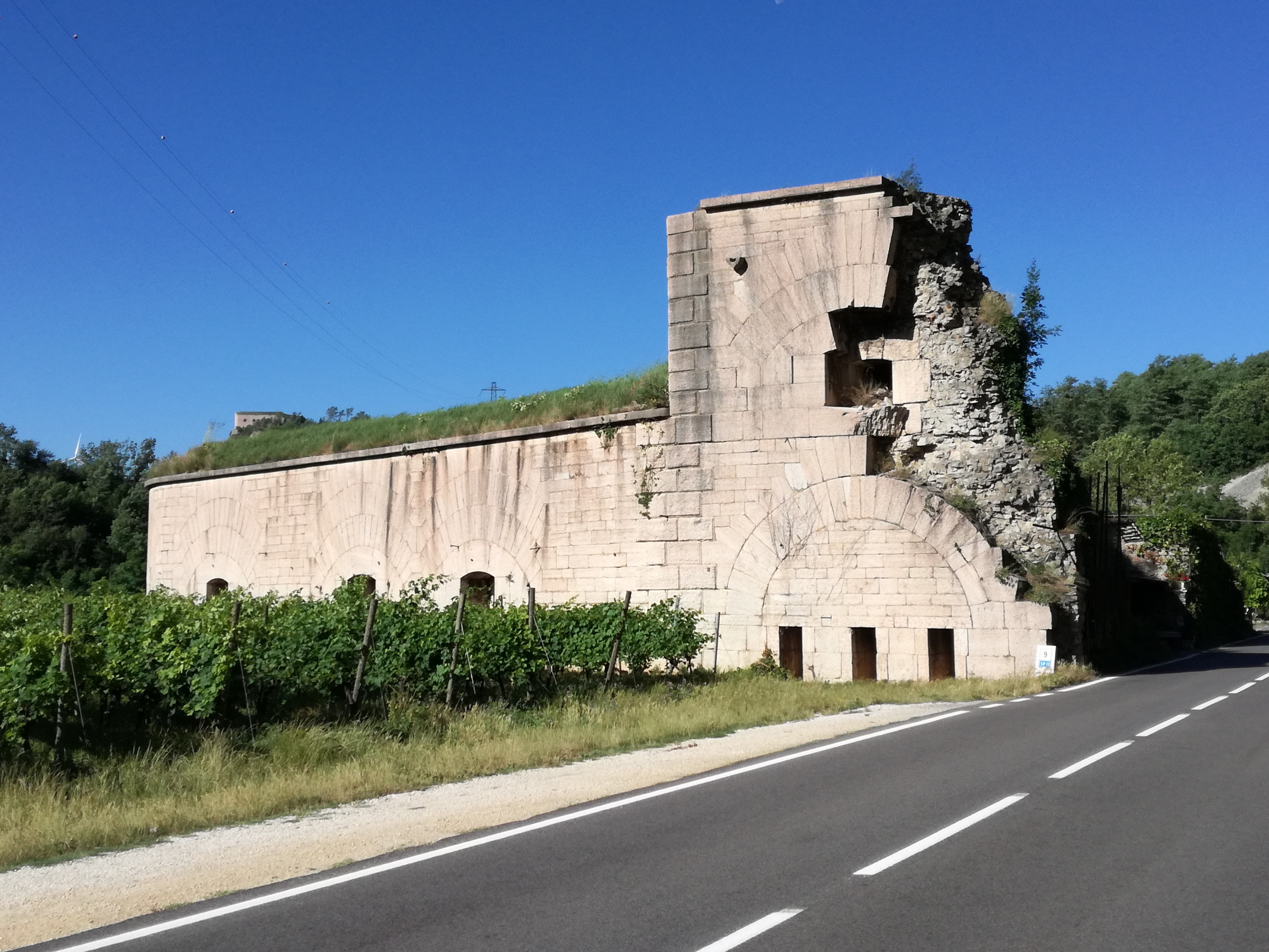
Tagliata d'Incanal

#### Tagliata d'Incanal
Lungo la tagliata stradale nel 1884 gli italiani costruirono il Forte "La Tagliata". Si trova in una zona strategica, vicino al Fiume Adige e a ridosso del Monte Cordespino, a sbarramento del Canale Zuane. È stato conservato sino agli anni ottanta, quando successivamente venne parzialmente abbattuto per permettere il passaggio dell'attuale strada provinciale.

### Altro

#### Monumento Napoleonico
Situato nella località Canale, vicino alle sponde del fiume Adige, è presente il monumento autocelebrativo di Napoleone. Venne eretto nel 1806, in memoria della prima campagna d'Italia, dopo la vittoria contro l'Armata austriaca del 1797. Il monumento era costituito da un basamento e da una colonna dorica di marmo rosso Verona con un'altezza complessiva ragguardevole che raggiungeva i 20 m.
Successivamente alla distruzione del monumento nel 1814 da parte degli austriaci, vi è stato costruito un mausoleo commemorativo, dove giacciono i resti dei combattenti francesi.
(Iscrizione su uno dei lati del monumento)

## Società

### Evoluzione demografica
La popolazione residente registrata al 1º Gennaio 2022 nel comune di Rivoli Veronese ammonta a 2.170 persone, di cui 1.096 maschi e 1.074 femmine. Di essi sono stati registrati al 1º Gennaio 2022, 115 stranieri residenti di cui 42 maschi e 73 femmine.
Abitanti censiti

### Etnia e minoranze straniere
| Sesso                           | Maschi | Femmine | Totale |
| Paese di cittadinanza           | 51     | 73      | 124    |
| ------------------------------- | ------ | ------- | ------ |
| Albania                         | 1      | 0       | 1      |
| Estonia                         | 0      | 1       | 1      |
| Finlandia                       | 0      | 1       | 1      |
| Germania                        | 3      | 2       | 5      |
| Moldova                         | 7      | 7       | 14     |
| Paesi Bassi                     | 0      | 1       | 1      |
| Polonia                         | 4      | 1       | 5      |
| Regno unito                     | 0      | 1       | 1      |
| Romania                         | 19     | 27      | 46     |
| Russia                          | 0      | 2       | 2      |
| Serbia, Repubblica di           | 0      | 2       | 2      |
| Slovacchia                      | 1      | 2       | 3      |
| Slovenia                        | 1      | 0       | 1      |
| Spagna                          | 0      | 1       | 1      |
| Ucraina                         | 1      | 4       | 5      |
| Marocco                         | 2      | 1       | 3      |
| Bangladesh                      | 5      | 2       | 7      |
| Filippine                       | 1      | 2       | 3      |
| India                           | 1      | 0       | 1      |
| Indonesia                       | 0      | 1       | 1      |
| Iran, Repubblica islamica dell' | 0      | 1       | 1      |
| Pakistan                        | 1      | 0       | 1      |
| Thailandia                      | 0      | 1       | 1      |
| Brasile                         | 3      | 5       | 8      |
| Colombia                        | 0      | 1       | 1      |
| Cuba                            | 0      | 1       | 1      |
| Dominicana, Repubblica          | 0      | 5       | 5      |
| Ecuador                         | 0      | 1       | 1      |
| Perù                            | 1      | 0       | 1      |

## Cultura

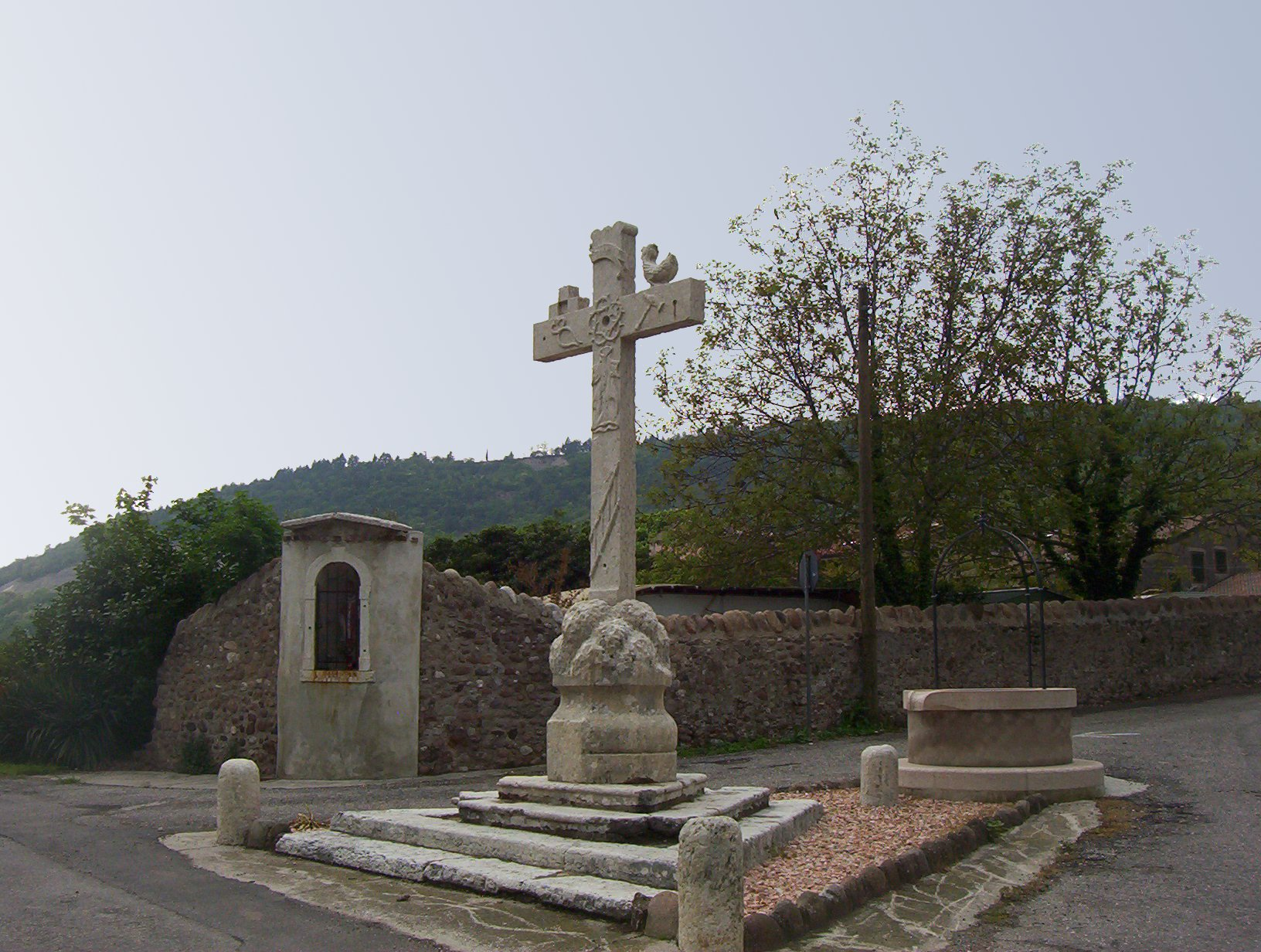
Croce e capitello presso Gaium, frazione di Rivoli Veronese

### Musei
- Museo napoleonico

Nella città di Rivoli è presente il museo napoleonico, voluto e realizzato dal Professore Luigi Galanti nel 1973, è attualmente in fase di riallestimento. La mostra si completa di documenti in fotocopia concessi dai Musei di Guerra di Vienna e Parigi.

### Eventi
- Rivoli International

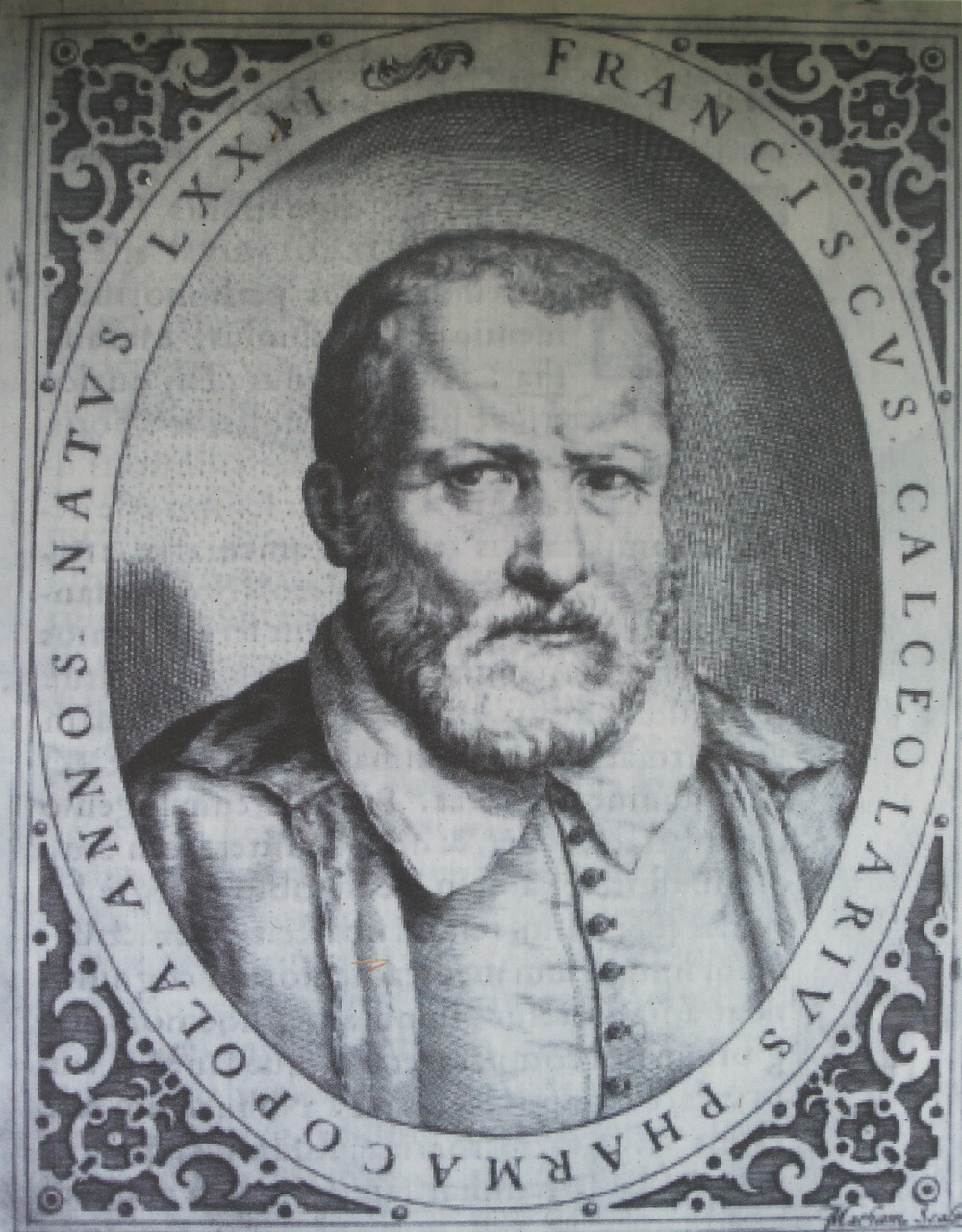
Ritratto di Francesco Calzolari

Nella zona del forte Rivoli a metà luglio, è una manifestazione dedicata ai giovani, con mostre, tornei e concerti di gruppi italiani e francesi.
- Sagre

Nel mese di Maggio e di Luglio, il comune di Rivoli si riunisce per più appuntamenti. Annualmente vengono organizzate la sagra degli Asparagi e la Sagra in onore del loro patrono e protettore San Isidoro,originariamente a luglio, ora il 15 maggio secondo il calendario romano. il 24 giugno si festeggia San Giovanni Battista titolare della chiesa parrocchiale e patrono, eventi annullati gli ultimi anni a causa della situazione pandemica Covid19.
- Rievocazione storica della Battaglia di Rivoli

Data l'importanza della battaglia napoleonica di Rivoli Veronese, il comune organizza annualmente una rievocazione storica con la ricostruzione della battaglia tra francesi e austriaci.
- Mostra "Il viaggio a Monte Baldo"

In onore del cinquecentesimo anniversario della nascita di Francesco Calzolari.

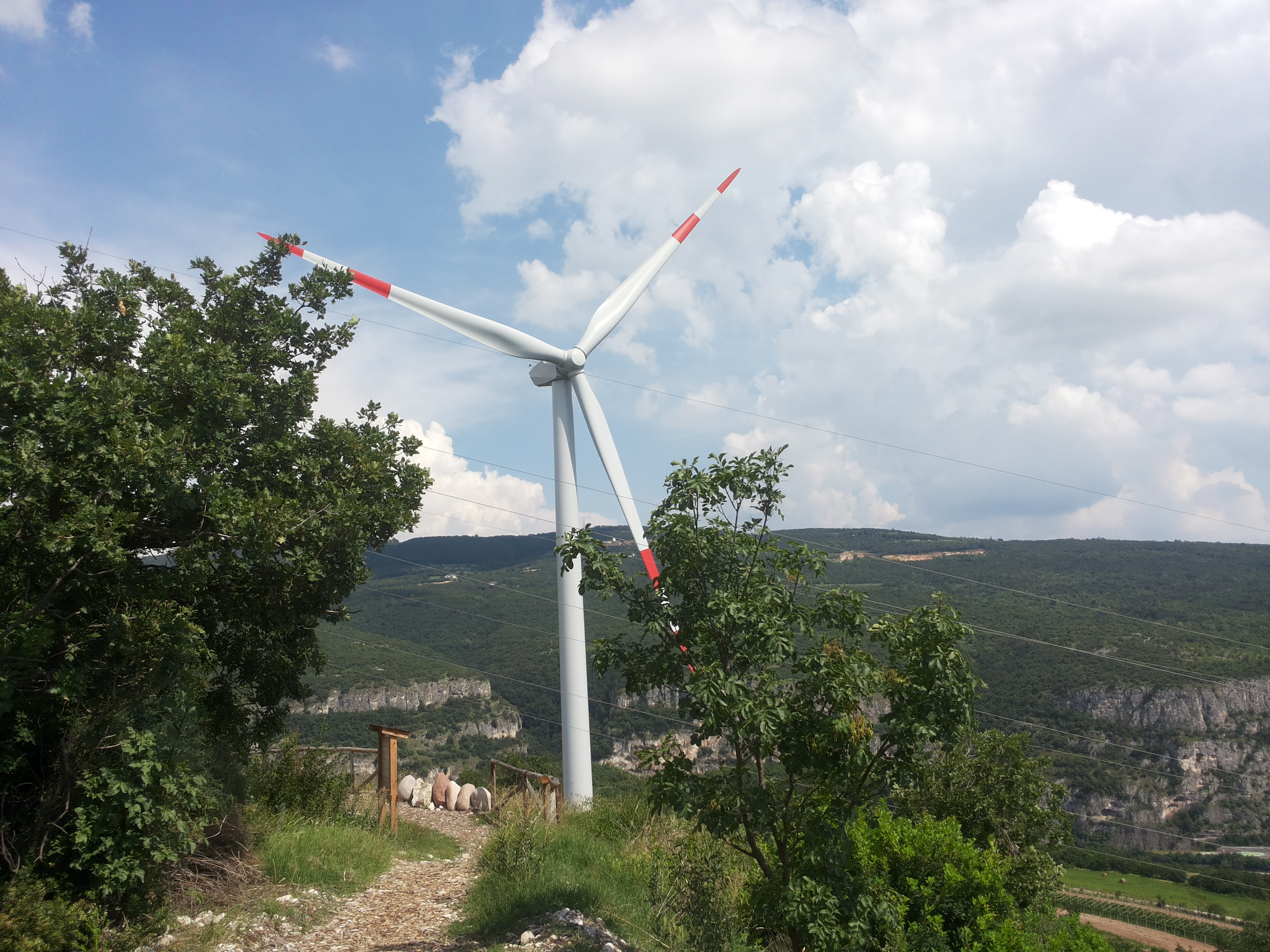
Un aerogeneratore nel parco eolico del monte Mesa, a Rivoli Veronese

## Economia
Il comune costituisce una tappa lungo il percorso della Strada del vino detta Strada della Terra dei forti, così chiamata per la presenza di questi "Forti" ( il Forte di Rivoli, il Forte di Monte, la Chiusa e il Forte di Ceraino e il Forte San Marco). Tale percorso unisce i comuni produttori del vino Valdadige DOC: Dolcè, Brentino Belluno, Rivoli e Avio.
Inoltre il settore agricolo continua ad avere un peso di tutto rispetto: oltre alla coltura delle viti si pratica la coltura degli asparagi.
Nel 2013 è stato realizzato, sul monte Mesa, un impianto di produzione di energia eolica (parco eolico del monte Mesa) che conta 4 aerogeneratori da 2 MW ciascuno, per una potenza totale installata di 8 MW a regime.

## Amministrazione
| Periodo        | Periodo        | Primo cittadino     | Partito                        | Carica  | Note   |
| -------------- | -------------- | ------------------- | ------------------------------ | ------- | ------ |
| giugno 1985    | giugno 1990    | Lario Leone Zerbini | Democrazia Cristiana           | Sindaco | [ 38 ] |
| giugno 1990    | aprile 1995    | Sergio Albrigo      | Democrazia Cristiana           | Sindaco | [ 38 ] |
| aprile 1995    | giugno 1999    | Armando Luchesa     | Lista Civica                   | Sindaco | [ 38 ] |
| giugno 1999    | giugno 2004    | Armando Luchesa     | Lista Civica                   | Sindaco | [ 38 ] |
| giugno 2004    | giugno 2009    | Mirco Campagnari    | Lega Nord - Lista Civica       | Sindaco | [ 38 ] |
| giugno 2009    | maggio 2014    | Mirco Campagnari    | Lega Nord - Lista Civica       | Sindaco | [ 38 ] |
| maggio 2014    | gennaio 2015   | Ornella Campagnari  | Insieme per Rivoli e Lega Nord | Sindaco | [ 38 ] |
| maggio 2015    | settembre 2020 | Armando Luchesa     | Rivoli Futura (Lista Civica)   | Sindaco | [ 38 ] |
| settembre 2020 | in carica      | Giuliana Zocca      | Rivoli Futura (Lista Civica)   | Sindaco | [ 38 ] |